# Leichtathletik-Halleneuropameisterschaften 2017/Teilnehmer (Belgien)
| Gelbes Symbol für Goldmedaillen mit stilisierten Olympischen Ringen | Graues Symbol für Silbermedaillen mit stilisierten Olympischen Ringen | Braundes Symbol für Bronzemedaillen mit stilisierten Olympischen Ringen |
| ------------------------------------------------------------------- | --------------------------------------------------------------------- | ----------------------------------------------------------------------- |
| 1                                                                   | 1                                                                     | —                                                                       |

Aus Belgien nahmen zwei Athletinnen und sieben Athleten bei den Leichtathletik-Halleneuropameisterschaften 2017 in Belgrad teil, die zwei Medaillen (1 × Gold und 1 × Silber) errangen.

## Ergebnisse

### Frauen

#### Laufdisziplinen
| Athletin   | Disziplin   | Vorlauf               | Vorlauf               | Halbfinale         | Halbfinale         | Finale             | Finale             |
| Athletin   | Disziplin   | Zeit                  | Platz                 | Zeit               | Platz              | Zeit               | Platz              |
| ---------- | ----------- | --------------------- | --------------------- | ------------------ | ------------------ | ------------------ | ------------------ |
| Anne Zagré | 60 m Hürden | DQ (Fehlstart R162.7) | DQ (Fehlstart R162.7) | nicht qualifiziert | nicht qualifiziert | nicht qualifiziert | nicht qualifiziert |

#### Fünfkampf
| Athletin         | Disziplin | 60 m Hürden | Hochsprung | Kugelstoßen | Weitsprung | 800 m       | Punkte  | Platz |
| ---------------- | --------- | ----------- | ---------- | ----------- | ---------- | ----------- | ------- | ----- |
| Nafissatou Thiam | Ergebnis  | 8,23 s PB   | 1,96 m CB  | 15,29 m     | 6,37 m SB  | 2:24,44 min | 4870 WL | Gold  |
| Nafissatou Thiam | Punkte    | 1077        | 1184       | 880         | 965        | 764         | 4870 WL | Gold  |

### Männer

#### Laufdisziplinen
| Athlet                                                                                          | Disziplin         | Vorlauf     | Vorlauf | Halbfinale         | Halbfinale         | Finale             | Finale             |
| Athlet                                                                                          | Disziplin         | Zeit        | Platz   | Zeit               | Platz              | Zeit               | Platz              |
| ----------------------------------------------------------------------------------------------- | ----------------- | ----------- | ------- | ------------------ | ------------------ | ------------------ | ------------------ |
| Jan Van Den Broeck                                                                              | 800 m             | 1:50,43 min | 17      | nicht qualifiziert | nicht qualifiziert | nicht qualifiziert | nicht qualifiziert |
| Robin Vanderbemden, Julien Watrin, Kevin Borlée, Dylan Borlée nicht eingesetzt: Jonathan Borlée | 4 × 400 m Staffel | –––         | –––     | –––                | –––                | 3:07,80 min        | Silber             |

#### Siebenkampf
| Athlet           | Disziplin | 60 m   | Weitsprung | Kugelstoßen | Hochsprung | 60 m Hürden | Stabhochsprung | 1000 m      | Punkte | Platz |
| ---------------- | --------- | ------ | ---------- | ----------- | ---------- | ----------- | -------------- | ----------- | ------ | ----- |
| Niels Pittomvils | Ergebnis  | 7,22 s | 7,12 m SB  | 13,83 m SB  | 2,04 m PB  | 8,31 s      | 5,40 m         | 2:45,35 min | 5961   | 7     |
| Niels Pittomvils | Punkte    | 806    | 842        | 718         | 840        | 905         | 1035           | 815         | 5961   | 7     |